# Honda CB 500
Honda CB500 – motocykl typu naked bike produkowany przez koncern motocyklowy Honda w latach 1993 - 2003. Następcą tego modelu jest Honda CBF 500. Produkowany w dwóch wersjach: od 1993 do listopada 1996 PC 26 i od listopada 1996 do 2003 PC 32. Od 1998 do 2003 roku produkowany był także model z owiewką - Honda CB500S.

## Wersje

### PC 26
Wersja produkowana od 1993 roku do listopada 1996 w Japonii. Posiadała przedni hamulec tarczowy firmy Nissin oraz tylny hamulec bębnowy.

### PC 32
Wersja produkowana od listopada 1996 do 2003 roku we Włoszech. Posiadała przedni jak i tylny hamulec tarczowy firmy Brembo. Produkowana była również wersja z owiewką CB 500S.

## Silnik
Jednostka napędowa Hondy CB500 to zdecydowanie jej największa zaleta. Rzędowy twin oddaje moc liniowo, bez nerwowego skoku obrotów, jak ma to miejsce w Suzuki GS500. Co jest godne odnotowania jednostka napędowa CB500 jest bardzo trwała. W teście niemieckiego miesięcznika Motorrad po przebiegu 50 000 km wnętrzności dwucylindrowca ciągle trzymały wymiary montażowe przewidziane dla nowego silnika.
Przebieg rzędu 300 tys. km nie jest dla tej konstrukcji wyzwaniem. Fakt ten potwierdza test przeprowadzony przez Moto Revue w latach 1993 - 1996. Po 50 tys. km silnik był w perfekcyjnym stanie. Przy 100 tys. km zostały wymienione łańcuch rozrządu i tłoki, choć w opinii testera była to profilaktyka i bez większego problemu można było wymianę dokonać później.

## Dane techniczne/Osiągi
Silnik: R2

Pojemność silnika: 499 cm³

Moc maksymalna: 57 KM/9500 obr./min

Maksymalny moment obrotowy: 47 Nm/8000 obr./min

Prędkość maksymalna: 180 km/h (od roku 1995 do 1998)

Przyspieszenie 0-100 km/h: 4,7 s